# 李芝融

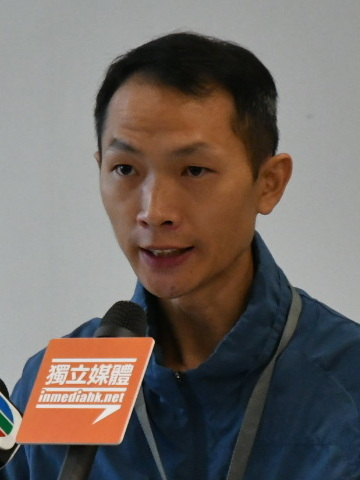
李芝融

李芝融（1980年—），香港殘疾及基層權益運動人物，曾參與2020年香港立法會選舉民主派初選新界東選區。

## 簡歷
李芝融在1980年出生，在十名兄弟姊妹中排行最細，在單親家庭長大。 他曾擔任嚴重弱智人士家長協會主席及發言人，亦曾擔任政府檢討特殊需要人士政策的小組成員。
李芝融是單親爸爸，育有一名女兒李彥汶。彥汶出生時患上「藍血症」，後來經過評估，證實為嚴重智障。彥汶6歲時入讀寄宿學校，之後轉為長期寄宿。彥汶在10歲時因胃出血，需要進行胃造口手術，自此要從胃部輸奶。當時李芝融在地盤工作，其後為了彈性安排時間而辭職，一度需要領取綜援。直至2016年，李芝融在智障人士宿舍擔任助理，財政情況才變得理想。晚年，彥汶身體情況轉差，甚至需要在日間戴上睡眠呼吸機。
2018年，女兒因肺炎去世，李芝融其後曾患上抑鬱，導致幻聽及萌生自殺念頭；其後情況好轉，在不同民間團體擔任兼職，並成為區議員助理。
2020年，李芝融參與立法會民主派初選。當時，關注弱勢社群的立法會議員張超雄不再參選，令李芝融有參選的念頭。和大多數主張「抗爭」的參選人不同，李芝融主打民生議題，認為在抗爭的同時，需要繼續關注民生基本需要。最終，李芝融在新界東選區中獲得304票，在眾多參選人中獲最低票數。
2021年1月，李芝融與其他參與初選的人物被警方拘捕，罪名是「串謀顛覆國家政權」。當中47人其後被落案起訴，李芝融是少數未被起訴的人士之一。 他曾在7月到警署報到，獲准保釋，須於10月下旬再向警方報到。

## 外部連結
- 李芝融的Facebook專頁